# Milič Čapek
Milič Čapek (26 de janeiro de 1909 - 17 de novembro de 1997) foi um filósofo tcheco-americano. Čapek foi fortemente influenciado pela filosofia do processo de Henri Bergson e em menor grau por Alfred North Whitehead. Muito do seu trabalho foi dedicado à relação entre a filosofia e a física moderna, especialmente a filosofia do tempo e espaço e a metafísica.

## Biografia
Čapek nasceu no município de Třebechovice, na atual República checa (então parte da Áustria-Hungria).
Ele era casado com Stephanie Čapek (batizada Štěpánka Řežábková), que foi um professora de escola, na Tchecoslováquia, e, mais tarde, uma dona de casa, e morreu em 14 de julho de 1998 (82 anos), em Little Rock, Arkansas. Juntos, eles tiveram uma filha, Dr. Stella M. Čapek de Conway, Arkansas.
Em 1935, Čapek recebeu seu Ph. D. em filosofia na Universidade Charles, em Praga. Após a ocupação alemã, ele escapou da Tchecoslováquia e estudou na Sorbonne , em Paris, onde também dirigiu transmissões em língua tcheca para sua terra natal. Dez dias antes da invasão nazista, Čapek deixou Paris e foi para a América depois de uma odisseia via Dakar, Casablanca e um campo de concentração Vichy em Marrocos. Durante a guerra, ele ensinou física no Programa de Treinamento Especializado do Exército, na Universidade de Iowa, o Programa de treinamento  V-12 da Marinha na Universidade de Doan e na Universidade de Nebraska. Após a guerra, ele retornou para a Tchecoslováquia, onde lecionou brevemente na Universidade Palacký de Olomouc. Um mês antes do Golpe de Praga, de 1948  ele fugia mais uma vez, para fixar residência permanente e cidadania nos Estados Unidos.
Em 1948 ingressou na faculdade de filosofia da Carleton College. Em 1962, aceitou uma posição como professor de filosofia na Universidade de Boston, onde serviu com distinção, até sua aposentadoria, em 1974. Em 1983 Čapek foi homenageado pela Carleton com o grau Doctor of Letters.

## Obra
Čapek foi o autor de numerosos artigos em revistas acadêmicas bem como de vários livros. Milič Čapek fez grandes contribuições para a compreensão das implicações filosóficas da teoria da relatividade e da mecânica quântica, e para a filosofia do tempo. Ele apoiou uma visão dinâmica do tempo como fluxo real e genuíno, oposta ao eternismo e sua visão estática do tempo. Čapek afirmou que a razão pela qual pensamos no tempo e no espaço como "espaço-tempo" e, ao invés de "tempo-espaço" é porque damos prioridade ao aspecto espacial em nosso esforço para geometrizar eventos e momentos, ou para torná-los "espaço", como Einstein disse.

### Obras de Čapek
- 1961. The Philosophical Impact of Contemporary Physics. Van Nostrand, ISBN 0-442-01452-X.
- 1971. Bergson and Modern Physics: A Re-Interpretation and Re-Evaluation. Boston Studies in the Philosophy of Science, Vol. 7. D. Reidel Publ. Comp., ISBN 978-90-277-0186-2 (Google Books).
- 1976 (edited by M. Čapek). The Concepts of Space and Time: Their Structure and Their Development. D. Reidel Publ. Comp, ISBN 90-277-0355-8 (Google Books).
- 1977. Immediate and Mediate Memory. Process Studies 7(2): 90-96 (fulltext online).
- 1988. Do the New Concepts of Space and Time Require a New Metaphysics? Chapter 6 pp. 90–104 in Kitchener, R. F. (ed.). The World View of Contemporary Physics: Does It Need a New Metaphysics?. SUNY Press, ISBN 0-88706-741-7.
- 1991. The New Aspects of Time: Its Continuity and Novelties. Boston Studies in the Philosophy of Science. Kluwer Academic, ISBN 0-7923-0911-1.

### Trabalhos sobre Čapek e seu pensamento
- Van Fraassen, Bas C., 1962. Capek on Eternal Recurrence. Journal of Philosophy 59(14): 371-375 (Abstract).
- Lenzen, V. F., 1963. Book Review: Milič Capek. The philosophical impact of contemporary physics. Philosophy of Science 30(1): 81-83.
- Sipfle, David A., 1998. Milič Čapek 1909-1997. Proceedings and Addresses of the American Philosophical Association 71(5): 138.
- Brogaard, Berit, 2000. The Coup de Grâce for Mechanistic Metaphysics: Čapek's New Philosophy of Nature. Transactions of the Charles S. Peirce Society 36(1): 75-108.